# Комітет Верховної Ради України з питань антикорупційної політики
Комітет Верховної Ради України з питань антикорупційної політики — утворений 29 серпня 2019 у Верховній Раді України IX скликання. У складі комітету 18 депутатів, голова Комітету — Радіна Анастасія Олегівна.

## Склад
У складі комітету:
1. Радіна Анастасія Олегівна — голова Комітету
2. Мошенець Олена Володимирівна — заступниця голови Комітету
3. Кабаченко Володимир Вікторович — секретар Комітету
4. Ананченко Михайло Олегович — член Комітету
5. Бурміч Анатолій Петрович — член Комітету
6. Жмеренецький Олексій Сергійович — член Комітету, голова підкомітету з питань адаптації законодавства України до положень права Європейського Союзу (acquis ЄС), виконання міжнародно-правових зобов'язань України у сфері європейської інтеграції
7. Іванісов Роман Валерійович — член Комітету, голова підкомітету з питань антикорупційної політики в економічній сфері
8. Красов Олексій Ігорович — член Комітету, голова підкомітету з питань протидій корупції у сфері екології та природокористування
9. Одарченко Андрій Миколайович — член Комітету, голова підкомітету з питань антикорупційної політики у сфері господарських, земельних і містобудівних правовідносин
10. Славицька Антоніна Керимівна — членкиня Комітету
11. Сюмар Вікторія Петрівна — член Комітету, голова підкомітету з питань дотримання законодавства у сфері запобігання і протидії корупції органами державної влади та місцевого самоврядування
12. Ткаченко Олександр Михайлович — член Комітету, голова підкомітету з питань правового регулювання та аналізу діяльності спеціальних органів у сфері запобігання і протидії корупції, Голова підкомітету з питань взаємодії з громадянським суспільством
13. Шинкаренко Іван Анатолійович — член Комітету, голова підкомітету з питань міжнародного партнерства та співробітництва щодо реалізації антикорупційної політики у фінансовій, агропромисловій і енергетичній сферах

## Предмет відання
Предметом відання Комітету є:
- формування антикорупційної політики;
- проведення антикорупційної експертизи законопроєктів, поданих суб’єктами права законодавчої ініціативи;
- запобігання та протидія корупції;
- запобігання корупції в діяльності юридичних осіб;
- запобігання та врегулювання конфлікту інтересів;
- правила етичної поведінки на публічній службі;
- фінансовий контроль стосовно осіб, уповноважених на виконання функцій держави та місцевого самоврядування;
- відповідальність за вчинення корупційних правопорушень та правопорушень, пов’язаних з корупцією;
- правове регулювання та організація діяльності Національного антикорупційного бюро України, Національного агентства з питань запобігання корупції, Національного агентства України з питань виявлення, розшуку та управління активами, одержаними від корупційних та інших злочинів;
- діяльність інших правоохоронних і державних органів в частині їх повноважень у сфері запобігання та протидії корупції;
- державний захист осіб, які надають допомогу в запобіганні і протидії корупції.